# Leon (hrabstwo Waushara)
Leon – miasto w Stanach Zjednoczonych, w stanie Wisconsin, w hrabstwie Waushara.